# Rue des étoiles (Ouagadougou)
La Rue des Étoiles est une initiative culturelle située sur l'avenue Kwame Nkrumah à Ouagadougou, Burkina Faso. Lancée en 2025 par l'Académie des Sotigui, elle vise à honorer des personnalités burkinabè et africaines ayant marqué l'histoire du continent dans divers domaines.

## Historique
En février 2025, l'Académie des Sotigui a initié le projet de la Rue des Étoiles dans le but de revitaliser l'avenue Kwame Nkrumah, un lieu emblématique de Ouagadougou. Ce projet vise à célébrer l'excellence burkinabè et africaine en mettant en lumière des figures influentes dans plusieurs domaines.

## Description
La Rue des Étoiles est matérialisée par des stèles installées le long de l'avenue Kwame Nkrumah, chacune rendant hommage à une personnalité marquante. Pour la première édition, 140 figures issues des domaines des arts, de la culture, des sciences, du sport, du panafricanisme et des forces de défense et de sécurité ont été sélectionnées.

## Critères de sélection
Les personnalités honorées sur la Rue des Étoiles sont choisies selon des critères stricts, notamment :
- Excellence dans un domaine spécifique (art, sport, science, culture, défense, etc.) ;
- Réalisation d’un acte marquant dans le domaine militaire ou citoyen ;
- Contribution notable au savoir et à l'héritage culturel africain[4].

## Inauguration
La cérémonie officielle d'inauguration de la Rue des Étoiles a eu lieu en février 2025, en présence de nombreuses autorités et figures culturelles. Cet événement marque une avancée significative dans la valorisation du patrimoine burkinabè et africain.